# Deir Ammar

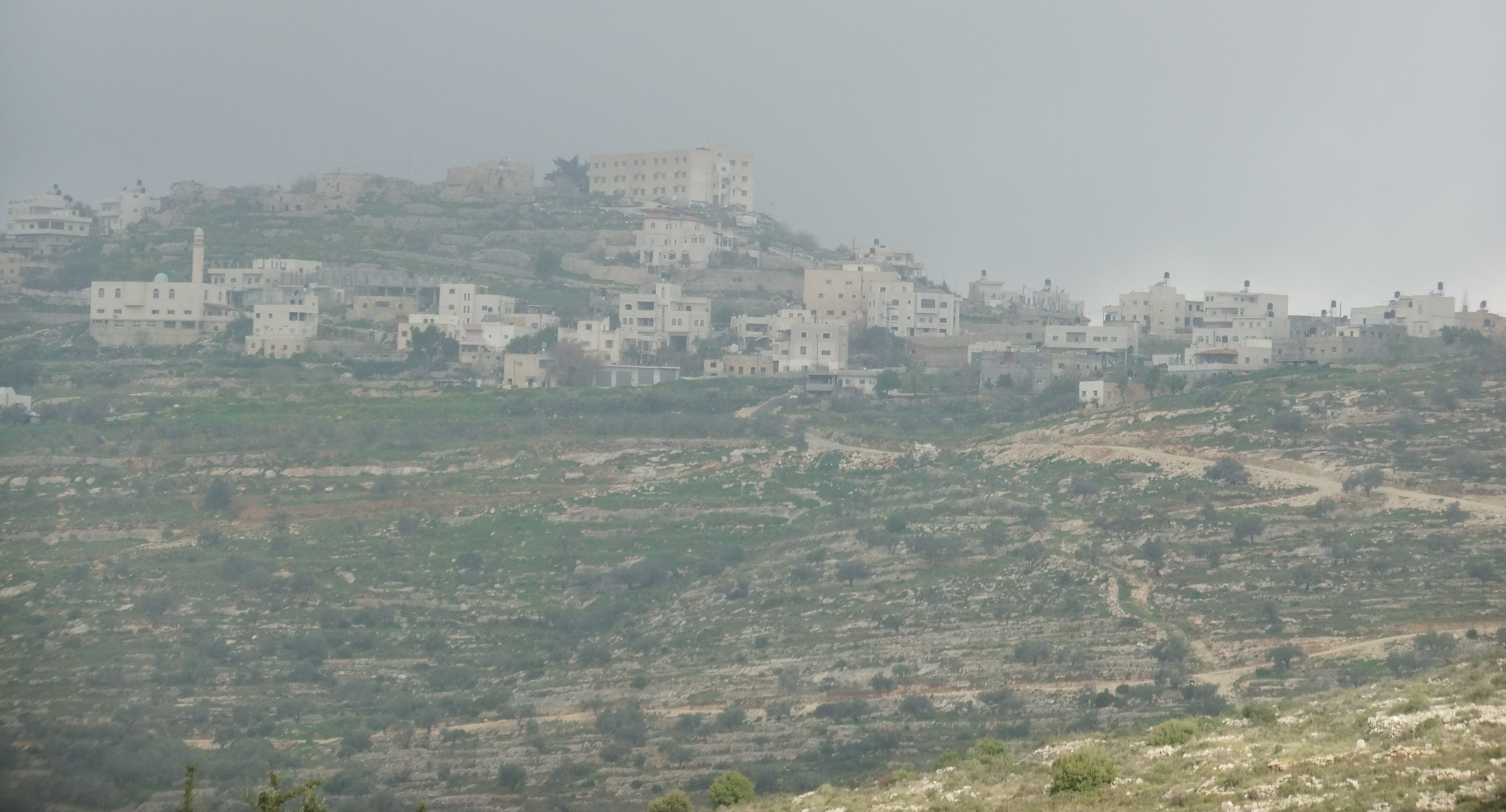
Camp de Deir 'Ammar.

Deir Ammar (arabe : مخيّم دير عمّار) est un camp de réfugiés palestiniens situé 30 kilomètres au nord-ouest de Ramallah en Cisjordanie. D'après le bureau central palestinien de statistiques, il comptait 1 724 habitants au recensement de 2007.
Le camp de Deir Ammar fut établi en 1949 sur un terrain appartenant à des habitants non-réfugiés du village de Deir Ammar. En contrepartie, les installations de l'UNRWA dans le camp fournissent des services aux villageois qui ne sont pas réfugiés. Le camp est en « zone B », sous une juridiction conjointe israélo-palestinienne. Le camp de réfugiés a 2 écoles, l'école des garçons compte 680 étudiants et l'école des filles compte 735 étudiantes.